# Good Morning, Vietnam
Good Morning, Vietnam is een komedie/dramafilm uit 1987 en speelt zich af in Saigon gedurende de Vietnamoorlog. De film is gebaseerd op de diensttijd (1965) in Vietnam van Adrian J. Cronauer, een diskjockey van de "Armed Forces Radio Service" (AFRS), die enorm populair wordt bij de troepen in Zuid-Vietnam.
Cronauer wordt gespeeld door Robin Williams. Het was een zeer belangrijke film in zijn carrière, aangezien de meeste van de hilarische radio-uitzendingen door Robin Williams ter plekke werden geïmproviseerd. Dit heeft geleid tot de nominatie van Williams voor de Oscar voor beste acteur in een hoofdrol.
De film bracht in 1987 ongeveer 13 miljoen dollar op. Het was de vierde meest succesvolle film van dat jaar. In totaal bracht de film 123 miljoen op in de VS.

## Verhaal
Vietnam, 1965, de Armed Forces Radio Service (AFRS) in Saigon is opgezet als service voor de in Vietnam aanwezige Amerikaanse soldaten. Het is een braaf radiostation met rustige muziek, weer- en nieuwsberichten en stichtelijke praatjes. De Amerikaanse generaal Taylor wil dit veranderen en laat USAF-soldaat en DJ, Adrian Cronauer overplaatsten van Kreta naar Saigon. Volgens Taylor is Cronauer een goede entertainer die de troepen beter zal vermaken. De directe superieuren van Cronauer, luitenant Steven Hauk en sergeant-majoor Dickerson zijn minder gediend van de komische monologen en rock ‘n’ rollmuziek van de nieuwe DJ. De troepen smullen echter van de ochtendshow van Cronauer die steevast begint met de kreet: Gooooooooooooood morning Vietnam! In zijn vrije tijd brengt Cronauer veel tijd door met de andere DJ’s zoals soldaat Edward Montesque Garlick. Garlick helpt Cronauer om in contact te komen met het Vietnamese meisje Trinh. Om Trinh te bereiken gaat hij les geven aan een groep Vietnamezen die Engels wil leren. Trinh en haar broer Tuan, die zich onder de leerlingen bevinden, zijn onder de indruk van Cronauer, maar de laatste laat weten dat zijn zuster nooit iets met een Amerikaan kan hebben. Wel sluit hijzelf vriendschap met de Amerikaanse DJ. Intussen zijn Hauk en Dickerson bezig om Cronauer uit de  AFRS te werken, maar Taylor blijft achter zijn DJ staan, mede vanwege diens enorme populariteit bij de troepen. Als het jaar verstrijkt verhardt ook het conflict in Vietnam, er komen meer en meer Amerikaanse troepen en de Vietcong pleegt regelmatig bomaanslagen op leger en civiele doelen in Saigon. De vriendschap tussen Tuan en Cronauer komt nu onder de aandacht van Dickerson. Cronauer krijgt te horen dat Tuan lid is van de Vietcong en achter verschillende bomaanslagen zit. Ook deelt Dickerson mee dat Cronauer ontslag uit het leger krijgt en wordt teruggestuurd naar de VS. Generaal Taylor kan zijn  protegé niet langer de hand boven het hoofd houden en Cronauer moet vertrekken. Wel laat Taylor weten dat hij ook Dickerson laat overplaatsen naar een obscure post in Guam, hij heeft genoeg van de rechtlijnige sergeant-majoor die de AFRS ziet als een militair hoofdkantoor in plaats van een radiostation. Cronauer stapt op het vliegtuig maar laat via Garlick een afscheidsbandje over de radio horen.

## Rolverdeling
| Acteur              | Personage                          |
| ------------------- | ---------------------------------- |
| Robin Williams      | A2C Adrian Cronauer                |
| Forest Whitaker     | Pfc. Edward Montesque Garlick      |
| Tung Thanh Tran     | Tuan (aka Phan Duc To)             |
| Chintara Sukapatana | Trinh                              |
| Bruno Kirby         | 2nd Lt. Steven Hauk                |
| Robert Wuhl         | SSgt. Marty Lee Dreiwitz           |
| J.T. Walsh          | Sgt. Maj. Phillip 'Dick' Dickerson |
| Noble Willingham    | Brig. Gen. Taylor                  |
| Richard Edson       | Pvt. Abersold                      |
| Juney Smith         | Sgt. Phil McPherson                |
| Richard Portnow     | Dan 'The Man' Levitan              |
| Floyd Vivino        | Eddie Kirk                         |
| Cu Ba Nguyen        | Jimmy Wah, Owner Jimmy Wah's       |
| Dan Stanton         | Censor #1 (SSgt.)                  |
| Don Stanton         | Censor #2 (SSgt.)                  |

## Voorgeschiedenis
Het was Adrian Cronauer zelf die in 1979 een voorstel schreef voor een tv-serie over zijn ervaringen als DJ in Vietnam. Hij had daarbij de tv-serie M*A*S*H voor ogen. Deze serie over een groep chirurgen tijdens de Koreaanse oorlog was zeer succesvol in de jaren zeventig/tachtig. Maar ondanks het succes van M*A*S*H was geen enkel tv-netwerk geïnteresseerd in Cronauers voorstel. De belangrijkste reden was dat oorlog zich niet leende voor komedie en helemaal niet als het decor het conflict in Vietnam was. Cronauer herschreef zijn voorstel en maakte er een tv-film van. Acteur en komiek Robin Williams kreeg dit voorstel onder ogen en hij zag er een kans in om zijn twee passies, acteren en stand-upcomedy, te combineren. Maar Paramount Pictures die de film zou moeten produceren was faliekant tegen. De oorlog in Vietnam lag nog vers in het geheugen van de gemiddelde Amerikaan en films maken over dit conflict was naar hun menig het recept voor een geheide flop. Het was producent Ben Moses, die samen met Cronauer diende in Vietnam, die een bruikbaar script schreef en daarmee uiteindelijk Paramount wist te overtuigen om de film te maken.

## Scenario
Paramount liet scenarist Mitch Markowitz, die had meegeschreven aan de tv-serie M*A*S*H, het scenario bewerken. Markowitz, die wist dat Robin Williams de rol van Cronauer zou spelen, maakte van Cronauer meer een rebel en komiek en week daarmee af van het oorspronkelijke verhaal. Cronauer was in het echt namelijk niet zo humoristisch en ook zeker geen dwarsligger. Barry Levinson, die werd aangetrokken voor de regie, deed ook een duit in het zakje. Hij wilde een film over het conflict in Vietnam, maar dan zonder gevechtsscenes en meer gericht op het dagelijkse leven in Saigon. Hij zag het hoofdpersonage meer als een observator en commentator. Levinson luisterde naar bewaard gebleven opnamen van de radioshows van Cronauer en constateerde dat de DJ helemaal niet zo grappig was. Hij was het met scenarist Markowitz eens om de meer serieuze Cronauer te veranderen in het uitbundige personage dat Robin Williams er van maakt. Het script werd nog meerdere malen herschreven en Cronauer zag zijn originele verhaal langzaam verdwijnen. In één versie van het script zou Cronauer samen met Carlick worden gevangen genomen door de Vietcong en opgesloten in een kooi van bamboe, terwijl in een andere versie Cronauer ging trouwen met Trinh. Cronauer was nog altijd betrokken bij het script en deed bij elke bewerking suggesties voor verbeteringen. Een deel daarvan werd ook uiteindelijk gebruikt. 

## Productie
De film werd in Bangkok, Thailand opgenomen. Om de vaart er in te houden werden alle monologen van Williams in zeven dagen gefilmd en ter plekke door de acteur geïmproviseerd. Zevenhonderd studenten van de International American School in Bangkok werden ingehuurd als figuranten en in het uniform van Amerikaanse soldaten gestoken. Tijdens de opnamen kreeg Cronauer het idee dat regisseur Levinson hem uit de weg ging en kwam er weinig terecht van de beloofde cameo die hij zou krijgen. De film werd gemaakt als een soort pseudo-documentaire, waarbij improvisatie een belangrijke rol speelde.

## Historie of fictie?
DJ Adrian J. Cronauer was in werkelijkheid niet zo humoristisch en opstandig als in de film. Naar eigen zeggen was Cronauer meer geïnspireerd door de radioshows uit eind jaren vijftig van DJ Reeves Cordick uit Pittsburgh, in welke stad hij opgroeide. Wel zorgde hij in Vietnam voor enige opwinding met zijn radiogeluid dat was gebaseerd op de Amerikaanse radio met veel Top 40-hits. Er zat wel humor in de shows van Cronauer, maar die waren meer van het niveau van de gemiddelde DJ uit de VS en meestal van tevoren opgenomen. De uitbundige geïmproviseerde en hilarische monologen van Robin Williams komen op het conto van de acteur die hiervoor putte uit zijn ervaringen als stand-upcomedian. Ook was Cronauer niet de rebel die Williams in de film vertolkt. Zo was Cronauer als overtuigd aanhanger van de Republikeinse Partij uit de VS, zeker niet tegen de oorlog in Vietnam, wel had hij een hekel aan dienstkloppers (zoals luitenant Hauk in de film). Volgens Cronauer was ongeveer 45% van de film accuraat en wat betreft de overige 55% merkte hij op dat als hij maar de helft van de zaken die het personage in de film uithaalt, echt had gedaan, hij allang was opgepakt en voor de krijgsraad gebracht. In het echt werd Cronauer ook niet weggestuurd uit Vietnam, maar mocht hij na een jaar gewoon naar huis omdat zijn jaar dienstplicht in Vietnam er op zat. Aanvankelijk was Cronauer teleurgesteld in de film, maar dat veranderde nadat hij Vietnamveteranen ontmoette die de film prezen als een goede weergave van de werkelijkheid. Ze waren blij dat de Amerikaanse soldaten niet werden uitgebeeld als babymoordenaars, verkrachters, drugsverslaafden en psychopaten, maar als normale mensen die dienstdeden tijdens een conflict in een vreemd land. Ook merkte hij hoe groot de impact is geweest van zijn radioshows op AFRS op de soldaten. Nog altijd komen veteranen naar hem toe om te zeggen dat de radio ze door hun diensttijd in Vietnam heeft geholpen. Als gevolg hiervan kreeg Cronauer meer respect voor de film die er ook voor zorgde dat hij zijn rechtenstudie kon betalen.

## Prijzen
Robin Williams won een Golden Globe als beste acteur en een American Comedy Award voor beste acteur in een komedie en een nominatie voor een Oscar en een BAFTA voor beste acteur.